# ضاغط قدمي
الضاغِط القَدَمِيّ هو بنطال يصل إلى ربلة الساق كان شائعاً خلال الخمسينيات وأوائل الستينيات.

## معرض صور

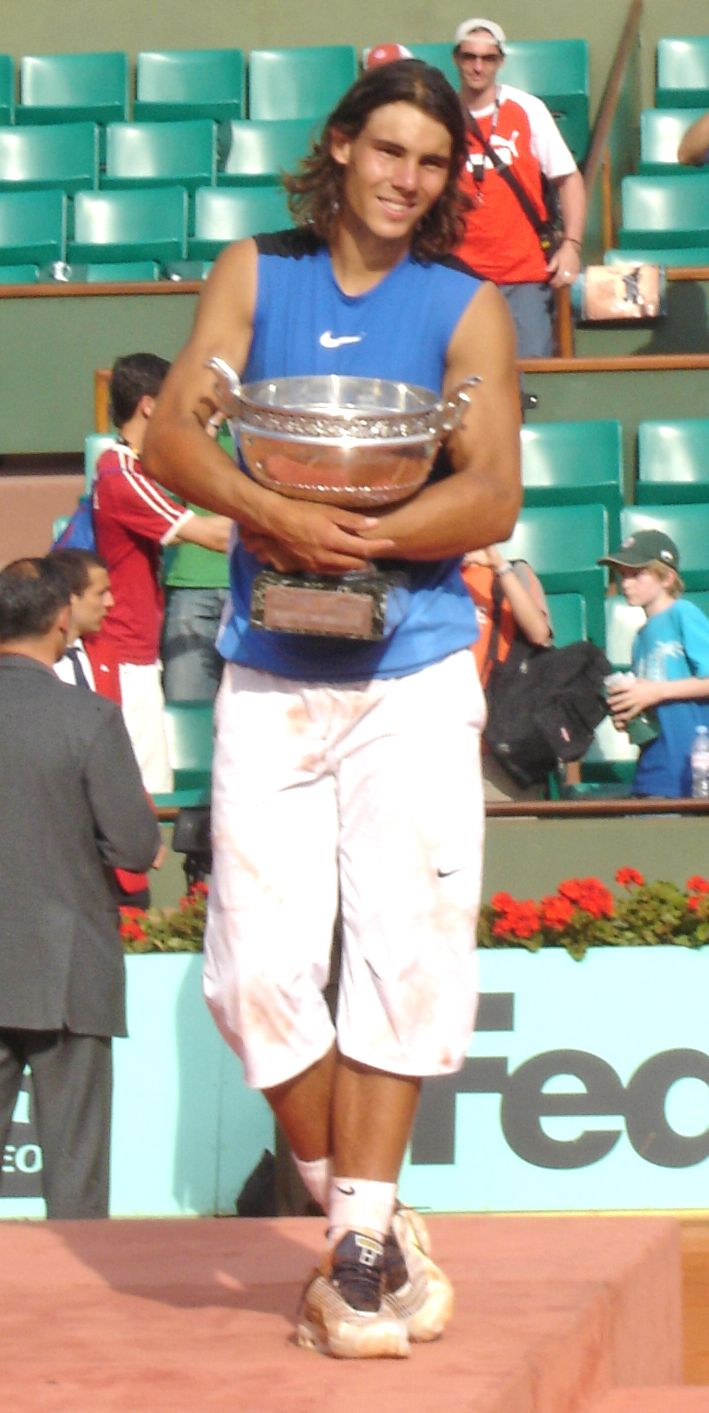
لاعب التنس الإسباني رافاييل نادال مرتدياً ضاغطاً قدمياً.
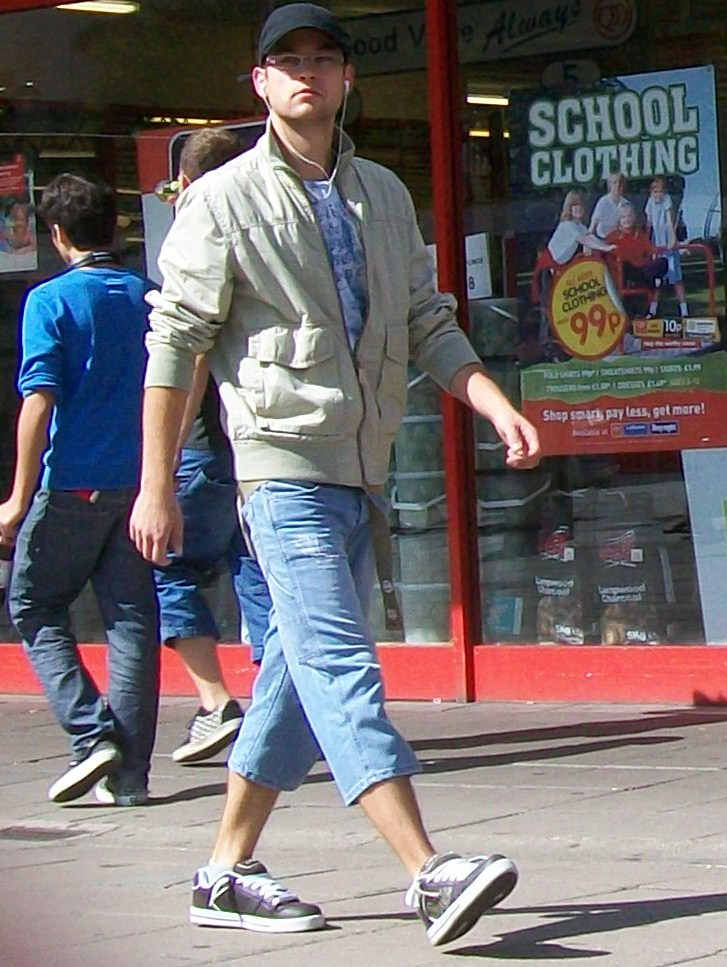
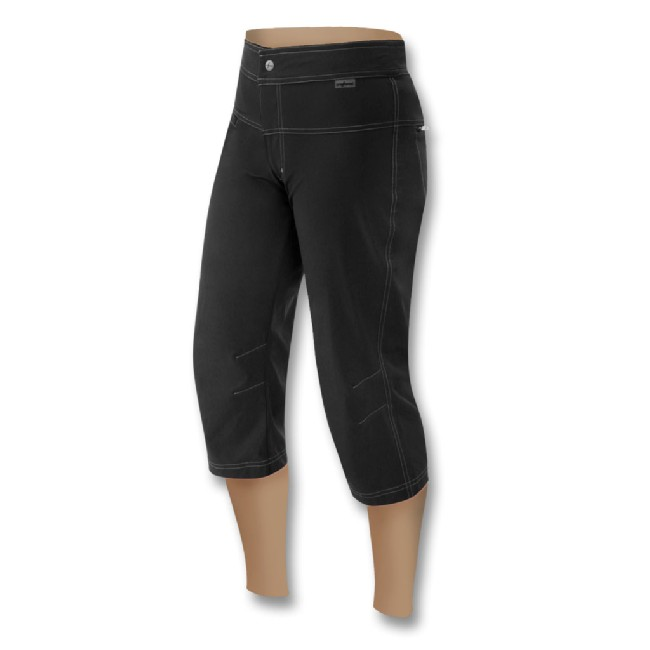

## طالع المزيد
- بنطال مزموم
- جينز